# Wurlitz
Wurlitz ist ein Gemeindeteil der Stadt Rehau im Landkreis Hof (Oberfranken, Bayern).

## Geographie
Das Dorf Wurlitz liegt ca. 3,5 km westlich Rehaus im Tal der Schwesnitz. Zur ehemaligen politischen Gemeinde gehören Woja und Heideckerziegelhütte. Im östlichen Teil des Ortes liegt das Naturschutzgebiet Wojaleite. Auf dem Felszug aus Gabbro und Serpentinit wachsen seltene Pflanzen.

## Geschichte
Der Ort wurde 1251 erstmals urkundlich erwähnt. 1390 waren das Kloster Himmelkron, die Familie von Kotzau und die von Blanckenberg Besitzer im Ort. Später kamen die Rabensteiner zu Döhlau hinzu. 1503 fiel der Rittersitz von Wurlitz ebenso wie die Turmhügelburg Woja den Anhängern des Kirchenräubers Stöhr zum Opfer. 1978 wurde die Gemeinde nach Rehau eingegliedert.

## Wirtschaft
Bedeutendster Arbeitgeber von Wurlitz ist das Hessit-Werk Steinbruch und Betriebs GmbH. In dem Steinbruch werden Gabbro und Serpentin als Schottermaterial abgebaut.

## Verkehr
Das Dorf besitzt einen eigenen Haltepunkt an der Bahnstrecke Cheb–Oberkotzau.

## Söhne und Töchter
- Hans Vogt (1890–1979), Pionier des Tonfilms